# Wieleń
Wieleń este un oraș în Polonia.